# Cot Raya
Cot Raya is een bestuurslaag in het regentschap Aceh Besar van de provincie Atjeh, Indonesië. Cot Raya telt 538 inwoners (volkstelling 2010).